# Riggisberg
Riggisberg is een gemeente in het Zwitserse kanton Bern en maakt deel uit van het district Bern-Mittelland.
Riggisberg telt 2.438 inwoners.

## Geschiedenis
In 2009 werd de gemeente Rüti bei Riggisberg opgenomen in Riggisberg. 
De gemeente maakte deel uit van het district Seftigen tot dit in 2019 werd opgeheven.
Op 1 januari 2021 werd de gemeente Rümligen opgenomen in Riggisberg. 

## Geboren
- Marie Boehlen (1911-1999), advocate, jeugdrechter en politica